# Panicum auritum
Panicum auritum là một loài thực vật có hoa trong họ Hòa thảo. Loài này được J.Presl ex Nees mô tả khoa học đầu tiên năm 1829.